# 因巴赫河 (溫克爾巴赫河支流)
47°48′00″N 12°08′44″E / 47.79998°N 12.14561°E
因巴赫河（德語：Innbach），是德國的河流，位於該國東南部，由巴伐利亞負責管轄，屬於溫克爾巴赫河的右支流，河道全長1.5公里，流經羅森海姆縣。